# Az Amerikai Egyesült Államok Légiereje

Az amerikai légierő 2000 januárja óta használatos jelképe

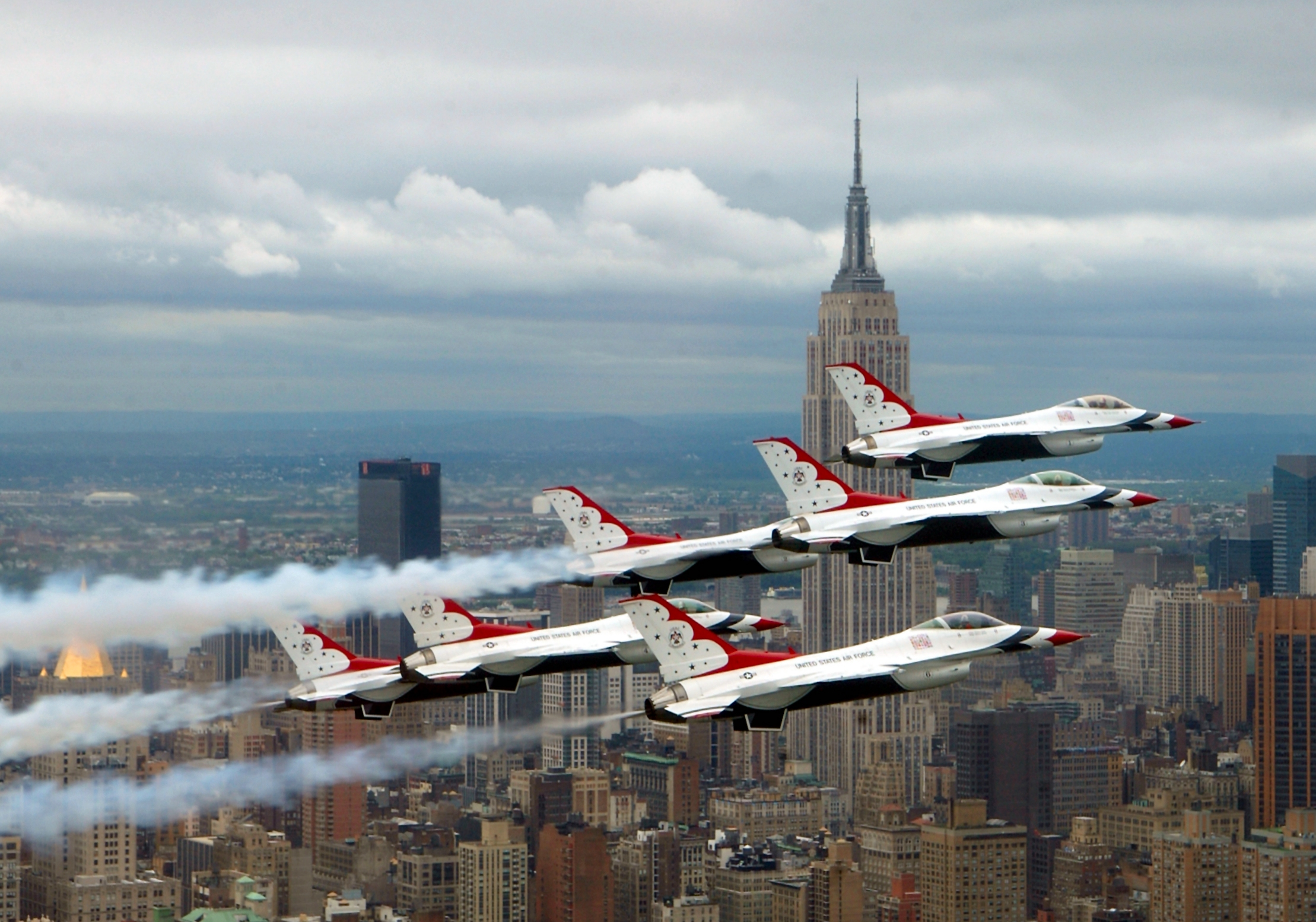
Az amerikai légierő gépei New York felett

Az Amerikai Egyesült Államok Légiereje (angolul: United States Air Force, rövidítve USAF) az Amerikai Egyesült Államok hadereje öt haderőnemének egyike. A légierő 1947. szeptember 18. előtt az amerikai szárazföldi hadsereg része volt US Army Air Force néven.
A légierő küldetése:
Az Amerikai Egyesült Államok és a globális érdekei számára szuverén védelmi opciók biztosítása a levegőben, az űrben és a kibertérben.
A kibertéri hadviselésre szakosodott parancsnokság felépítését 2006. november 2-án jelentette be Michael Wynne légierős miniszter.

## Története

A légierő gépeinek felségjelzése a különböző korszakok során
1. 1917. május – 1918. február
2. 1918. február – 1919. augusztus
3. 1919. augusztus – 1942. május
4. 1942. május – 1943. június
5. 1943. május – 1943. szeptember
6. 1943. szeptember – 1947. január
7. 1947. január óta

A United States Air Force 1947. szeptember 18-án vált különálló fegyvernemmé, miután a National Security Act of 1947 törvény létrehozta a három fegyvernemet, a hadsereget, haditengerészetet és légierőt egyesítő Department of Defense-t. Ezelőtt a hadi repülési feladatok megoszlottak a hadsereg és a haditengerészet között. A légierő ősének tekinthető első egységet a hadsereg 1907-ben hozta létre. A mai US Air Force előszervezetei időrendi sorrendben:
- Aeronautical Division, U.S. Signal Corps (1907. augusztus 1. és 1914. július 18. között)
- Aviation Section, U.S. Signal Corps (1914. július 18. és 1918. május 20. között)
- Division of Military Aeronautics (1918. május 20. és 1918. május 24. között)
- U.S. Army Air Service (1918. május 24. és 1926. július 2. között)
- U.S. Army Air Corps (1926. július 2. és 1941. június 20. között)
- U.S. Army Air Forces (1941. június 20. és 1947. szeptember 17. között)

### Az első világháború kezdetétől a második világháború kirobbanásáig
Az Egyesült Államok 1917-ban lépett be az első világháborúba. A US Army Air Service Mason Patrick tábornok vezetése alatt az amerikai expedíciós hadsereg részévé vált. A részben már Franciaországban kiképzett légi egységek hadászati támogatást nyújtottak az amerikai hadsereg számára, többek között a saint-mihieli csatában és a Meuse-Argonne támadás során.
Az 1920-as átszervezés után a légi szolgálatból a hadsereg légi hadteste alakult ki, a US Army Air Corps (USAAC). Ebben az időben kezdett el a katonai repülés új technikákkal kísérletezni. Ilyen volt légi utántöltés kipróbálása, az első teljesen fémből készült monoplán bombázók, a Matin B–9 és B–10 kifejlesztése, illetve az új vadászgépek megjelenése. 1937-ben megjelent a B–17 Flying Fortress bombázó. 1938 májusában a B–17-esek nagy publicitást kaptak, amikor a navigáció pontosságát és a hadászati bombázás egyre növekvő szerepét demonstrálandó, a nyílt tengeren megtalálták a Rex Kékszalaggal kitüntetett olasz óceánjáró hajót.
A későbbi légierő önállósodása felé újabb lépés történt 1935-ben, amikor az addig egymástól függetlenül működő légi egységeket egyetlenegy parancsnokság alá vonták. Az új General Headquarters, Air Force mellett megmaradt az Air Corps, ám ez utóbbi már csak a hadtápi feladatokért, a repülőterekért és a kiképzésért felelt.

### A második világháborúban

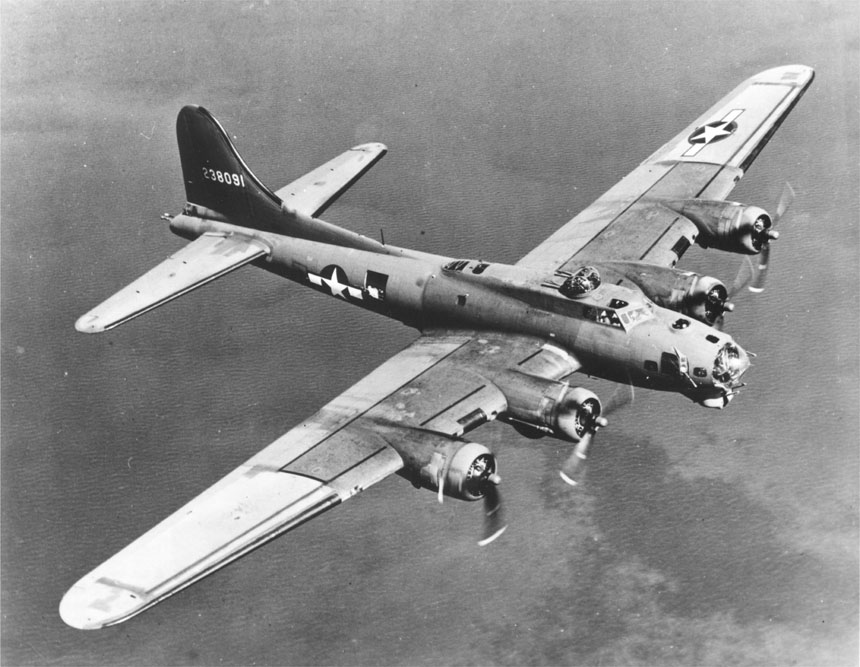
B–17 Flying Fortress bevetésen

A légierő a második világháborúval érte el nagykorúságát. Franklin D. Roosevelt elnök a légierő hosszútávú, stratégiai bombázókra alapozott kiterjesztését szorgalmazta. A szervezet 1941-ben újabb jelentős lépést tett az önállóság felé. A United States Army Air Force gyakorlatilag ugyanakkora befolyásra tett szert, mint a hadsereg és a haditengerészet és teljesen elkülönült a hadsereg szárazföldi erőitől.
1943-ban Carl A. Spaatz tábornok átvette az újonnan alakult US Strategic Air Forces vezetését, és egyenesen az amerikai-brit egyesített vezérkari főnököknek jelentett. Spaatz a háború előtti stratégiai doktrínát használva megkezdte az ellenséges célpontok nappali bombázását. A doktrína szerint a zárt alakzatban repülő bombázók védelmi képességei összeadódnak, és kísérővadászok nélkül is képesek az ellenséges vadászgépek visszaverésére. Az elmélet azonban hibásnak bizonyult, és a német vadászgépek, valamint a légvédelem messze az elfogadható mennyiséget meghaladó veszteségeket okozták a bombázók hullámaiban. A legsúlyosabb veszteségeket produkáló bevetések közé tartozik a Ploieşti elleni olajfinomító-támadás, valamint a schweinfurti és regensburgi golyóscsapágy-gyárak elleni támadássorozat. A hajózó személyzetek veszteségei miatt 1943-ban csökkenteni kellett a stratégiai támadások számát.
A nyolcadik légierő P–47 Thunderbolt és P–38 Lightning kísérővadászok bevetésével próbált légi fedezetet nyújtani a bombázóknak, ám az előbbi hatósugara még póttartályokkal is túl rövid volt, az utóbbi pedig a nagy magasságú légiharcokban bizonyult megbízhatatlannak. Az áttörést a P–51 Mustang megjelenésével sikerült elérni. 1944 februárjában megkezdődtek a P–51-es kísérettel ellátott bevetések, és a Luftwaffe egyre súlyosabb veszteségeket szenvedett el a Nyugat-európai térségben. A szövetséges vadászgépek német repülőtereket is támadtak, és a normandiai partraszállás idejére a német légierő hatékonysága jelentős mértékben csökkent (a partraszállás idején gyakorlatilag megszűnt). A bombázók kíméletlen bevetésével egy sor német nagyvárost a földdel tettek egyenlővé, az egyik legismertebb példa erre Drezda bombázása.
A csendes-óceáni hadszíntéren a USAAF George Kenney tábornok vezetése alatt támogatta a Douglas MacArthur vezette földi seregeket. A háború végére Kenney harci gépei összesen 11 900 japán repülőt és 1,7 millió regisztertonnányi hajót semmisítettek meg.
Az USAAF huszadik légierejét kifejezetten B–29 Superfortressek általi japán városok ellen végrehajtott stratégiai bombázásokra hozták létre. Kínából nem lehetett légitámadásokat indítani, egyrészt az Indiából kiinduló hosszú logisztikai vonalak miatt, másrészt a japán földi erők által támasztott fenyegetés miatt. Miután 1944 közepére az amerikaiak elfoglalták a Mariana-szigeteket, a repülőterek tengeri utánpótlásának köszönhetően Japán bombázása végre elérhető közelségbe került. 1945 áprilisára az összes B–29-es oda települt és Curtis LeMay tábornokot nevezték ki bombázóparancsnokká. LeMay véleménye szerint a japán gazdaság jelentősen támaszkodott a városi kézműves iparra, valamint a jelentősebb gyárak is a városokban helyezkedtek el, ezért a nagy magasságból indított precíziós bombázások helyett az alacsonyról végzett gyújtóbombás támadásokra váltott. A lakott területeket jelentős pusztítás érte – Tokióban egy tűzvihar több mint százezer polgári áldozatot követelt. A Hirosimára és Nagaszakira ledobott atombomba Japán feltétel nélküli megadásához vezetett.

### A hidegháború elején és Koreában

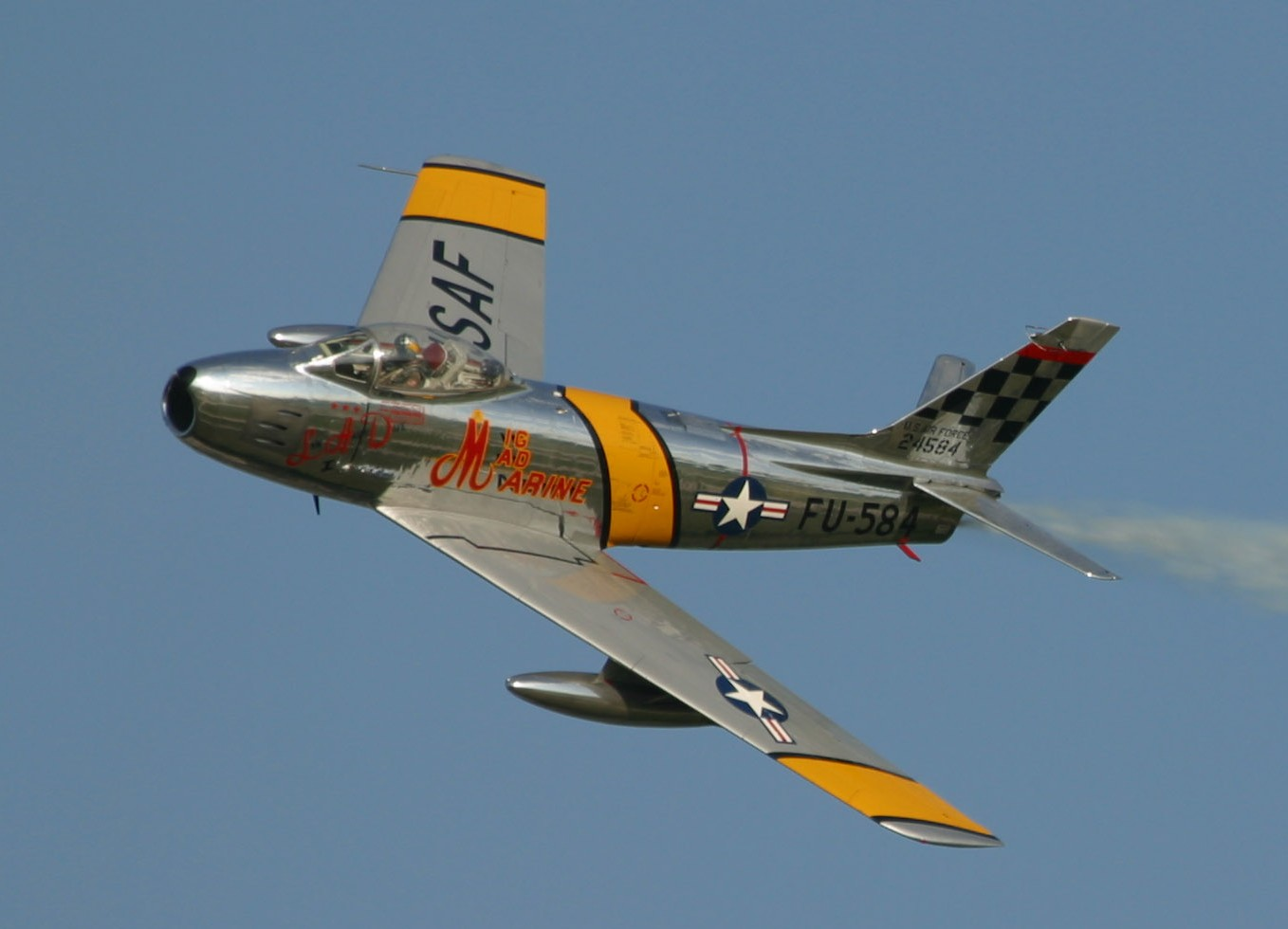
A North American F–86 Sabre sugárhajtású vadászgép

A második világháború során a US Army Air Force gyakorlatilag teljesen függetlenné vált. A formális függetlenséget 1947. szeptember 18-án érte el, a National Security Act of 1947 haderőreformálási törvény életbe lépésével. Az immár független US Air Force első légierős minisztere Stuart Stymington volt.
A második világháborút követően hamar megromlott az Egyesült Államok és a Szovjetunió viszonya, kezdetét vette a hidegháború. A két ország között kialakult egy fegyverkezési verseny, és mindkét nagyhatalom a különböző érdekszférákban a saját befolyását kívánta növelni. A USAF légibázisokat alapított Európa-szerte, majd később Japánban és Dél-Koreában.
A USAF első hidegháborús feladatára 1948-ban került sor, amikor is Kelet-Németország kommunista vezetése szárazföldi blokád alá vette Nyugat-Berlint. A USAF és a RAF légi hídon keresztül látta el a várost, amíg a szovjetek megszüntették a blokádot.
Az 1950 júniusában kirobbant koreai háború során a USAF egyszerre végzett harcászati támogatást és hadászati bombázásokat. A szovjet gyártmányú MiG–15 sugárhajtású vadászgépek megjelenése meglepetésként hatott, de a légierő F–86 Sabre gépei végül fel tudták venni a versenyt.

### A vietnámi háborúban
A légierő jelentős szerephez jutott a vietnámi háborúban. Észak-Vietnámot először 1964-ben bombázták, a Tonkin-incidenst követően, majd 1965 márciusától a Rolling Thunder hadművelet részeként a folyamatos bombázási kampány vette kezdetét. A kampány célja az volt, hogy letörje az észak-vietnámiak harci kedvét, megsemmisítse az ország iparát és légvédelmét, valamint hogy megakadályozza a Ho Si Minh-ösvényen végzett utánpótlást és így kikényszerítse a békekötést. 1965 és 1968 között a USAF több bombát dobott le, mint a második világháborúban összesen. A Rolling Thunder hadművelet egészen az 1968-as amerikai elnökválasztásig tartott. A gazdaságban és az infrastruktúrában okozott károk ellenére a Rolling Thunder nem érte el sem a politikai, sem pedig a stratégiai célkitűzéseit.
A légierő az 1972-es húsvéti offenzívában is jelentős szerephez jutott, segítségével a dél-vietnámiak sikeresen verték vissza az északi támadást. A Linebacker hadművelet demonstrálta, hogy az USA jelentős szárazföldi erők jelenléte nélkül is képes befolyást gyakorolni a háború kimenetelére. A karácsonyi bombázásként is ismert Linebacker II hadművelet zárta a légierő számos vietnámi hadműveletét és vezetett a párizsi békeszerződéshez.
A vietnámi háború gerilla-jellege valamint a támadandó utánpótlási vonalak szerteágazósága több, addig kísérleti vagy elméleti bevetéstípus kifejlesztéséhez vezetett: ejtőernyős különleges erők, gépágyúkkal felszerelt szállítógépek föld támogatáshoz (AC–47 Spooky), mélységi helikopteres bevetések (Ivory Coast hadművelet), kutatás-mentési feladatok.

### Harctevékenység 1975 után
Az 1970-es évek végére a USAF modernizálta a harcászati légierőt: megjelent az F–15, az A–10 és az F–16, valamint kialakult a Red Flag pilótaképzés. A tartalékos egységeket is első vonalbeli gépekkel szerelték fel.
A vietnámi háborúból szerzett tapasztalatok alapján az 1980-as években külön gépeket állítottak hadrendbe az elektronikus hadviselés valamint az ellenséges légvédelem kiiktatása céljából. A vadászgépezredek számát emellett 40-re emelték. A Saskarom hadművelet kudarcából okulva nagyobb figyelmet szenteltek a különleges hadműveletekkel kapcsolatos doktrínáknak, felszereléseknek, személyzetnek és tervezésnek.
A kémműholdak megjelenését követően, illetve a hadászati és harcászati légi hírszerzés egyre jelentősebb térhódítását látva a USAF egyre nagyobb figyelmet fordított az űrrel kapcsolatos feladatoknak. 1982-ben megalakult az Air Force Space Command űrparancsnokság.
Az Internet és általában a számítástechnika elterjedésével felismerték a kibertérben katonai fontosságát, 2006-ban ezért létrehozták az Air Force Cyberspace Command kibertér parancsnokságot.

#### Öbölháború
Az 1991-ben kirobbant Öbölháború szövetséges légierejének jelentős részét a USAF adta, az amerikai haditengerészet, a brit légierő és a többi koalíciós partnerrel együttműködve. Az F–117 Nighthawk képességeit a háború első éjszakáján mutatták be, amikor a lopakodó bombázó bagdadi célpontokat bombázott az erős iraki légvédelem ellenére. Később a USAF részt vett az Irak északi és déli részén kialakított repülésmentes zónák ellenőrzésében, melyek célja az iraki légvédelem újjáépítésének megakadályozása volt.

#### Bosznia és Koszovó
1994-ben az amerikai légierő részt vett a boszniai szerbeket célzó légitámadásokban; ez volt első alkalom, hogy a USAF egy NATO hadművelet részeként került bevetésre. Később, a koszovói háború során az amerikai légierőt számos kritika érte, amikor Belgrádban polgári célpontokat támadott, illetve elavult térképek miatt lebombázta a kínai nagykövetség épületét.

#### Afganisztán és Irak
2001-ben a légierőt az afganisztáni Talibán ellen vetették be. A csendes-óceáni Diego Garciából B–52 Stratofortress és B–1 Lancer bombázók támadták a talibán állásokat. A konfliktus alatt került sor arra is, hogy a USAF a történelme során először hozott létre támaszpontot Közép-Ázsiában.
A 2003-as iraki invázióban Szaddám Huszein bukását követően a USAF a bagdadi nemzetközi repülőtéren állított fel támaszpontot, ahonnan az országban tevékenykedő koalíciós erők bevetéseit támogatta. Az iraki és az afganisztáni konfliktusok során vetettek be először nagy számú pilóta nélküli repülőgépet, többek között MQ–1 Predatort.

## Az USAF számokban
Költségvetés: 125 milliárd dollár
- 6057 repülőgép
  - 4273 US Air Force
  - 1313 Air National Guard (nemzeti gárda)
  - 400 Air Force Reserve (tartalékos légierő)
- 160 távirányított harcigép (UCAV)
- 2161 légi indítású robotrepülőgép
- 1900 interkontinentális ballisztikus rakéta (ICBM)
- 351 800 fő aktív szolgálatban (2005. szeptember 30-án)
- 122 750 fő tartalékos
- 106 800 fő nemzeti gárda
- 14 000 fő háttértartalékos
- 166 730 fő civil alkalmazott
- 12 900 fő AFSOC légierős különleges műveleti parancsnokság
- 800 különlegesen kiképzett földi repülésirányító, meteorológus, felderítő.

A légierő 2011-ig 40 000 teljes idős munkahelynek megfelelő státusszal csökkenti a méretét – ennek nagyjából felét 2007. szeptember 30-ig bezárólag.

## Parancsnokságok

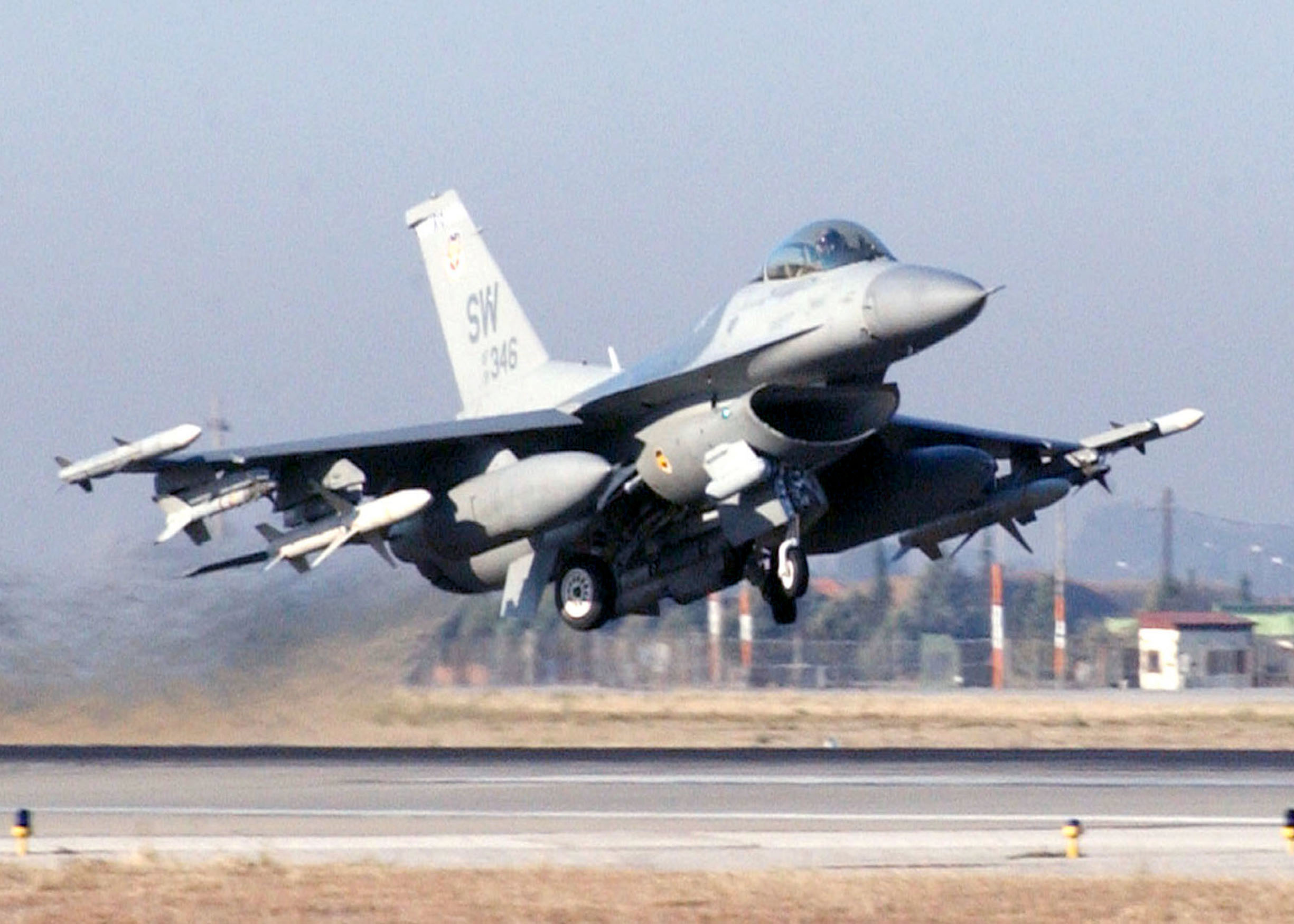
Az amerikai légierő F–16C Block 50C vadászrepülőgépe, gyári szám: 91-0346

Az amerikai légierőt belföldön funkcionalitás, külföldön földrajzi alapon osztották fel főparancsnokságokra (Major Command, MAJCOM). Minden egyes főparancsnokság egyenesen az USAF főhadiszállása alá tartozik. A főparancsnokságok szorosan függenek egymástól és kiegészítik egymást támadó, védelmi és hadtámogató elemekkel. Egy operatív főparancsnokságban megtalálhatók stratégiai, taktikai, űrbéli vagy védelmi elemek, esetleg ezek mindegyike, illetve ezen funkciók támogatását szolgáló repülő egységek. Egy hadtámogató főparancsnokságban megtalálhatók hadtáp, fegyverrendszeri, logisztikai, operatív támogatási, karbantartási, logisztikai, oktatási és kiképzési, illetve egyéb szakosodott szolgáltatások és szervezetek.
Az amerikai légierőt legutoljára 1992-ben szervezték újra. 2006. július 5-én megalakult az Air Force Network Operations (AFNETOPS), a légierő hálózati operatív szervezete. 2006. november 2-án bejelentették, hogy ezt a szervezetet átalakítják egy új főparancsnoksággá, az Air Force Cyberspace Command-dá (légierő kibertéri főparancsnokság).
A légierőnek jelenleg tíz főparancsnoksága van, ebből nyolc funkcionális és két földrajzi.
| Főparancsnokság (MAJCOM)                                                             | Főhadiszállás                         |
| ------------------------------------------------------------------------------------ | ------------------------------------- |
| Air Combat Command (ACC) – légiharc parancsnokság                                    | Langley légitámaszpont, Virginia      |
| Air Education and Training Command (AETC) – oktatási és kiképzési parancsnokság      | Randolph légitámaszpont, Texas        |
| Air Force Materiel Command (AFMC) – logisztikai parancsnokság                        | Wright-Patterson légitámaszpont, Ohio |
| Air Force Reserve Command (AFRC) – tartalékos parancsnokság                          | Robins légitámaszpont, Georgia        |
| Air Force Space Command (AFSPC) – űrparancsnokság                                    | Peterson légitámaszpont, Colorado     |
| Air Force Special Operations Command (AFSOC) – különleges műveletek parancsnoksága   | Hurlburt Field, Florida               |
| Air Mobility Command (AMC) – légiszállítási parancsnokság                            | Scott légitámaszpont, Illinois        |
| Air Force Cyberspace Command (AFCC) – kibertér parancsnokság                         | Barksdale légitámaszpont, Louisiana   |
| United States Air Forces in Europe (USAFE) – amerikai légierő európai parancsnoksága | Ramstein légitámaszpont, Németország  |
| Pacific Air Forces (PACAF) – amerikai légierő csendes-óceáni parancsnoksága          | Hickam légitámaszpont, Hawaii         |

## Harcászati erők
55 aktív harcirepülő-század (századonként 18-24 db repülőgép)
- 8 század B–1B
- 11 század F–15
- 6 század F–15E
- 21 század F–16 C/D
- 6 század A–10 Thunderbolt II
- 2 század F–117 Nighthawk
- 1 század ellenséges repülőgépek szerepét eljátszó (agresszor) F–16

## Rendfokozatok

### Tisztek
| Fizetési szint                         | Egyedi¹                                             | O-10         | O-9                | O-8           | O-7               | O-6     | O-5                | O-4    | O-3      | O-2              | O-1               |
| -------------------------------------- | --------------------------------------------------- | ------------ | ------------------ | ------------- | ----------------- | ------- | ------------------ | ------ | -------- | ---------------- | ----------------- |
| Rangjelzés                             |                                                     |              |                    |               |                   |         |                    |        |          |                  |                   |
| Angol név                              | General of the Air Force                            | General      | Lieutenant General | Major General | Brigadier General | Colonel | Lieutenant Colonel | Major  | Captain  | First Lieutenant | Second Lieutenant |
| Magyar név                             | (Hadseregtábornok, a magyar honvédségnél már nincs) | Vezérezredes | Altábornagy        | Vezérőrnagy   | Dandártábornok    | Ezredes | Alezredes          | Őrnagy | Százados | Főhadnagy        | Hadnagy           |
| Rövidítés                              | GOAF                                                | Gen          | Lt Gen             | Maj Gen       | Brig Gen          | Col     | Lt Col             | Maj    | Capt     | 1st Lt           | 2d Lt             |
| NATO kód                               | OF-10                                               | OF-9         | OF-8               | OF-7          | OF-6              | OF-5    | OF-4               | OF-3   | OF-2     | OF-1             | OF-1              |
| - ¹ Tiszteletbeli / háborús rangjelzés |                                                     |              |                    |               |                   |         |                    |        |          |                  |                   |

Hadnagyból főhadnagyba az előléptetés gyakorlatilag automatikus két évnyi kielégítő szolgálat után, ahogyan további két év után a századosi előléptetés is. Az őrnagyi szint illetve felette már bizottsági döntéstől függ. Általában a kilencedik és a tizenegyedik szolgálati év után a századosok egy részét előléptetik őrnaggyá, a 13-16 év tájékán az őrnagyok egy részét alezredessé, és a huszadik év tájékán pedig az alezredesek egy részét ezredessé.

### Tiszthelyettesek és sorkatonák
| Fizetési szint | E-9                                    | E-9                                | E-9                                | E-9                                | E-8                    | E-8                    | E-7             | E-7             | E-6                | E-5            | E-4           | E-3                | E-2                                       | E-1                                       |
| -------------- | -------------------------------------- | ---------------------------------- | ---------------------------------- | ---------------------------------- | ---------------------- | ---------------------- | --------------- | --------------- | ------------------ | -------------- | ------------- | ------------------ | ----------------------------------------- | ----------------------------------------- |
| Rangjelzés     |                                        |                                    |                                    |                                    |                        |                        |                 |                 |                    |                |               |                    |                                           | Nincs rangjelzése                         |
| Angol név      | Chief Master Sergeant of the Air Force | Command Chief Master Sergeant      | Chief Master Sergeant              | Chief Master Sergeant              | Senior Master Sergeant | Senior Master Sergeant | Master Sergeant | Master Sergeant | Technical Sergeant | Staff Sergeant | Senior Airman | Airman First Class | Airman                                    | Airman Basic                              |
| Magyar név     | (Nincs pontos magyar megfelelőjük)     | (Nincs pontos magyar megfelelőjük) | (Nincs pontos magyar megfelelőjük) | (Nincs pontos magyar megfelelőjük) | Főtörzsőrmester        | Főtörzsőrmester        | Törzsőrmester   | Törzsőrmester   | Őrmester           | Őrmester       | Szakaszvezető | Őrvezető           | (Közlegények, nincs magyar megfelelőjük ) | (Közlegények, nincs magyar megfelelőjük ) |
| Rövidítés      | CMSAF                                  | CCM                                | CMSgt                              | CMSgt                              | SMSgt                  | SMSgt                  | MSgt            | MSgt            | TSgt               | SSgt           | SrA           | A1C                | Amn                                       | AB                                        |
| NATO kód       | OR-9                                   | OR-9                               | OR-9                               | OR-9                               | OR-8                   | OR-8                   | OR-7            | OR-7            | OR-6               | OR-5           | OR-4          | OR-3               | OR-2                                      | OR-1                                      |
|                |                                        |                                    |                                    |                                    |                        |                        |                 |                 |                    |                |               |                    |                                           |                                           |

A zászlósoknál a gyémánt jelzés nem rangra, hanem beosztásra utal. Ezeket a pozíciókat rangidős tiszthelyettesek töltik be, és egyenesen az egységparancsnoknak jelentenek a sorkatonai állomány viselkedéséről, jólétéről és harci szelleméről.
A Chief Master Sergeant of the Air Force a légierő legmagasabb tiszthelyettesi beosztása, mindig csupán egyetlenegy ember tölti be. Ő képviseli a légierő összes tiszthelyettesét és sorkatonáját a kormányzat illetve a nagyközönség felé.
A tiszthelyettesek közül az állomány legfeljebb egy százaléka lehet Command Chief Master Sergeant illetve Chief Master Sergeant, két százaléka pedig Senior Master Sergeant. Altisztek, azaz zászlósok, a többi haderőnemmel ellentétben nincsenek. A rendfokozatokat megszüntették.

## Lásd még
Az afroamerikaiak katonai története